# Yan Jidao
Pour les articles homonymes, voir Yan.
Dans ce nom, le nom de famille, Yan, précède le nom personnel Jidao.
Yan Jidao (chinois : 晏几道 ; pinyin : Yàn Jǐdào ; Wade : Yen Chi-tao), nom de courtoise Shūyuán (叔原), pseudonyme Xiǎoshān (小山) est un poète de chansons de la dynastie Song du Nord. Il est le plus jeune fils hautement talentueux du poète et homme d'État connu Yan Shu (en) p. 66. Grâce à son talent, il est souvent mentionné avec son père sous le nom des « Deux Yan » (二晏). Ses oeuvres qui ont traversé le temps se retrouvent dans son recueil de chansons Xiaoshan 'Ci'  (小山词). Il est reconnu comme un maître de chansons courtes et romantiques (小令 ; xiǎolìng).

## Biographie

### Enfance
Yan Jidao naît en 1036, dans la localité de Wéngǎng Xiāng, district du Linchua dans la province du Jiangxi,. Il est le septième fils « de l'une des figures politiques les plus influentes de la cour impériale des Song », p. 248, Yan Shu qui porte le titre de "premier ministre de la Paix" (太平宰相). Yan Shu, aussi poète, fréquente les érudits et lettrés de son époque.
Ce qui fait qu'en plus de mener une vie de jeune aristocrate dans le luxe et sans souci, Yan Jidao est entouré en bas âge de poésie et de littérature. Cette vie de luxe fera de lui plus tard une personne solitaire, hautaine, et rebelle. Il montre dès son jeune âge un talent littéraire exceptionnel.
Grâce à l'influence de son père, Yan Jidao devient jinshi (diplômé de l'examen impérial) à quatorze ans.

### Carrière officielle
Toujours grâce à son père, en 1055, Yan Jidao entre dans la fonction publique. Le premier travail qu'il obtient est celui de taizhu (太祝), un poste mineur au ministère de Rites. La même année son père meurt marquant le début du déclin de la prospérité de la famille.
Contrairement à son père, il est peu intéressé par la carrière politique. Il se consacre plutôt à la musique et à l'écriture de poésie sous forme de paroles de chanson,. Forcé par sa situation, Yan Jidao accepte des postes qui ne sont pas probablement sur la voie hiérarchique officielle p. 164.
Entre 1058 et 1065, Yan Jidao forme avec quelques érudits, dont Huang Tingjian un petit cercle, l'une des périodes les plus heureuses de sa vie selon lui. Il l'évoquera dans ses oeuvres ultérieures.
« Audacieux et franc dans ses manières, pourvu d'un esprit intelligent et peu conventionnel, il a tendance à être laxiste. »(Commentaire de son ami Huang Tingjian à son sujet : p. 247)
En 1074, Yan Jidao se retrouve mêlé à une affaire liée à son ami Zheng Xia au sujet du Tableau des réfugiés et il est emprisonné. Après sa libération, conscient des luttes et des rivalités politiques, Jidao est désenchanté et découragé face à la possibilité de promotion dans sa carrière professionnelle. Suivant la tendance de l'époque parmi les lettrés, il se laisse aller à l'atmosphère d'amusement, à l'alcool et aux plaisirs sensuels. Il dépense une fortune pendant que sa famille a faim et froid (Commentaire de son ami Huang Tingjian à son sujet : p. 247). Peu à peu « son statut social s'effondre ».
En 1082, il est nommé à Xutian, dans le district de Yingchang (actuelle ville de Xuchang, province du Henan). Puis, à la fin de son mandat, il est nommé juge à Qianning. En 1102, toujours comme juge, il est muté à Kaifeng. Trois ans plus tard, il « est transféré à la supervision des lois pénales du gouvernement. ».
Bien que la tendance de l'époque soit de s'attacher un personnage puissant pour mieux vivre et progresser, Yan Jidao refuse de le faire p. 164. Vers 1112, alors qu'il a environ soixante-ans, il démissionne prenant une retraite anticipée de sa carrière politique plutôt médiocre p. 248. Après cette époque, ses activités sont inconnues.
Il meurt en 1110 dans un lieu inconnu.
Yan Jidao est considéré comme un maître des Six Classiques et il a médité sur les œuvres de toutes les écoles de pensée. Immensément érudit, il n'a jamais utilisé ses connaissances pour gravir les échelons sociaux ou professionnels ou en tirer un avantage mondain p. 163. Il s'est toujours passionné pour les paroles de chansons qui ont été créées lors de soirées ou de banquets. Les paroles de chanson étant considérées comme un style inférieur à la poésie classique. Selon son ami Huang, Yan Jidao malgré son immense talent, refuse de manière déconcertante à diriger son talent vers des formes de poésie qui pourraient lui donner un avancement ou une acceptation sociale.

## Poésie
Comme poète, Yan Jidao appartient à l'école poétique wanyue(婉約派) de la dynastie Song du Nord. Même s'il est fortement influencé par la poésie de son père et les poètes des Cinq Dynasties, il développe son propre style qui est raffiné et délicat et qui est considéré par plusieurs comme supérieur à celui de Yan Shu. Il compose quelques poèmes classiques à la hâte, mais ce qui reste de son oeuvre, ce sont des paroles de chansons, les xiaoling regroupées dans le Xiaoshan 'Ci'  (小山词) qui « ont influencé de nombreux poètes lyriques des générations suivantes »,. Ses poèmes reflètent une sensibilité, une mélancolie profonde et une certaine nostalgie. Ses thèmes parlent, entre autres, de ses affaires amoureuses avec les courtisanes, de la vulnérabilité masculine face à la beauté féminine, un thème rarement abordé dans la poésie chinoise de l'époque.
Parmi les 258 chansons de Yan Jidao, le terme du « rêve » apparaît dans cinquante-deux de ses paroles.
« C'est le premier auteur des Song à rassembler ses deux cent cinquante-huit poèmes à chanter dont les thèmes les plus fréquents sont les amours de jeunesse et les affres de la séparation ».

### Oeuvres représentatives

#### Air: «Ciel de perdrix» (鹧鸪天)[a 8]
Les manches colorées, délicatement, portent la coupe de jade
| (chinois ancien) 彩袖殷勤捧玉鍾， 當年拚卻醉顏紅。 舞低楊柳樓心月， 歌盡桃花扇底風。 | (français, traduction personnelle) Les manches colorées, délicatement, portent la coupe de jade, Autrefois, je luttais contre le rouge de mon visage ivre. La danse sous le saule bas, la lune au cœur du pavillon, Le chant s'achève, le vent sous l’éventail aux fleurs de pêchers. |
| 從別後，憶相逢， 幾回魂夢與君同。 今宵剩把銀釭照， 猶恐相逢在夢中。                  | Depuis notre séparation, je me souviens de nos rencontres, Ce soir, seule la lampe d'argent m'éclaire encore, Combien de fois mon âme et mes rêves ont été avec toi. De peur que notre rencontre ne soit qu'un rêve.                                                                  |

#### Air: «L'immortel au bord du fleuve» (臨江仙)[a 9]
Après le rêve
| (chinois ancien) 夢後樓臺高鎖， 酒醒簾幕低垂。 去年春恨卻來時， 落花人獨立， 微雨燕雙飛。 | (français, traduction personnelle) Après le rêve, le pavillon haut est verrouillé, À mon réveil, les rideaux de bambous sont abaissés. Le regret du printemps de l'an dernier revient, Les fleurs tombées, seul je me tiens, Sous la pluie fine, un couple d'hirondelles s'envole. |
| 記得小蘋初見 兩重心字羅衣。 琵琶弦上說相思， 當時明月在， 曾照彩雲歸。                    | Je me souviens de la première rencontre avec Xiao Ping, Vêtue d'une robe de gaze à double motif de cœur. Sur les cordes du pipa, se disait notre amour, À ce moment-là, la lune brillait, Elle éclairait le retour des nuages colorés.                                             |

#### Air: «Le sable lavé au ruisseau» (浣溪沙)[a 10]
Une chanson nouvelle, 
| (chinois ancien) 一曲新詞酒一杯， 去年天氣舊亭台。 夕陽西下幾時回？ | (français, traduction personnelle) Une chanson nouvelle, un verre de vin, Le temps de l'année dernière, le même pavillon. Le soleil couchant, quand reviendra-t-il ? |
| 無可奈何花落去， 似曾相識燕歸來。 小園香徑獨徘徊                    | Les fleurs tombent sans qu'on puisse rien y faire, Il semble que l'hirondelle qui revient m'est familière. Seul, j'erre sur le sentier parfumé du petit jardin.      |